# Acanthochitona arragonites
Acanthochitona arragonites är en blötdjursart som först beskrevs av Carpenter 1867.  Acanthochitona arragonites ingår i släktet Acanthochitona och familjen Acanthochitonidae.
Artens utbredningsområde är Californiaviken. Inga underarter finns listade i Catalogue of Life.